# مهرجان كان السينمائي 1980
مهرجان كان السينمائي لعام 1980 هو الدورة الـ33 للمهرجان عُقد في 9 إلى 23 مايو من عام 1980، حصل كل من فيلم «كاجيموشا» للمخرج الياباني أكيرا كوروساوا وفيلم «All That Jazz» للمخرج الأمريكي بوب فوس على السعفة الذهبية للمهرجان.